# خشخاش بلنجري
خشخاش بلنجري (الاسم العلمي: Papaver belangeri) هي نوع نباتي يتبع جنس الخشخاش من الفصيلة الخشخاشية.  